# Pracuúba
Pracuúba, amtlich Município de Pracuúba, ist eine Kleinstadt im brasilianischen Bundesstaat Amapá in der Região Norte.
Der Ort ist rund 287 km von der Hauptstadt Macapá entfernt. Die Bevölkerungszahl wurde 2024 auf 4042 Einwohner geschätzt. Die Einwohner, die auf dem etwa 4949 km² (2017) großen Gebiet leben, werden Pracuubenser (portugiesisch pracuubenses) genannt. Die Bevölkerungsdichte lag 2022 bei 0,8 Personen pro km².

## Geographie
Die Landschaft und Biom sind vorwiegend durch Amazonischen Regenwald geprägt. Neben Pracuúba als Hauptort und Distriktsitz liegen in dem großen Gemeindegebiet kleinere Siedlungen wie Breu, Cujubim, Flexal, Pernambuco, Porto Franco, Ramal do Pracuúba, São Miguel und Tucunaré. Umliegende Munizips sind Amapá, Calçoene, Tartarugalzinho und Ferreira Gomes.
Das Klima ist tropisch nach der Klimaklassifikation nach Köppen und Geiger Am. Die Durchschnittstemperatur beträgt 26,6 °C. Es gibt viel Niederschlag und wenige Trockenperioden.

## Geschichte
Bereits um 1906 hatte sich auf dem Gebiet des damaligen Munizips Amapá eine kleine Siedlung gebildet und kam später zu Tartarugalzinho, benannt nach der dort häufigen Baumart pracuubeira (Familie Dimorphandra). Am 1. Mai 1992 erfolgte die Stadtgründung als selbständiges Munizip durch Ausgliederung aus Tartarugalzinho.
2017 änderte das Instituto Brasileiro de Geografia e Estatística die Zuordnung zu geostatistischen Regionen und teilte die Gemeinde der Região geográfica imediata Oiapoque und der Região geográfica intermediária Oiapoque-Porto Grande zu.

## Stadtverwaltung
Exekutive: Bei der Kommunalwahl 2016 wurde Belize Conceição Stadtpräfektin (Bürgermeisterin) für die Amtszeit von 2017 bis 2020, die für den Partido da República (PR) angetreten war. Die Legislative liegt bei einem Stadtrat (Câmara Municipal) aus neun gewählten Stadtverordneten (vereadores).

## Lebensstandard
Der Index der menschlichen Entwicklung für Städte, abgekürzt HDI (portugiesisch: IDH-M), lag 1991 bei dem sehr niedrigen Wert von 0,203, im Jahr 2000 bei dem als niedrig eingestuften Wert von 0,440, im Jahr 2010 bei dem mittleren Wert von 0,614.
Zum Teil lebt die Bevölkerung von Subsistenzwirtschaft, Haupterwerbszweige sind Fischzucht sowie Rinder- und Büffelzucht. Die Einwohner verteilen sich zu je rund 50 % auf den städtischen Kern und das weitläufige Umland.